# Дніпровське водосховище
Дніпро́вське водосхо́вище (також відоме як Запорізьке водосховище) — водойма в Україні у складі каскаду водосховищ на річці Дніпро, в межах Запорізької та Дніпропетровської областей.

## Історія
Водосховище створено на р. Дніпро 1932 року греблею Дніпровської ГЕС. Під час Другої світової війни протягом певного часу водосховища не існувало, оскільки була зруйнована гребля Дніпровської ГЕС; його повністю відновили 1948 року після відбудови греблі. Комуністи назвали водосховище «озером ім. В. І. Леніна» — від пам'ятника Леніну в греблі у Запоріжжі, до майже Кам'янського по Дніпру та Новомосковська — по Самарі.

## Загальні відомості

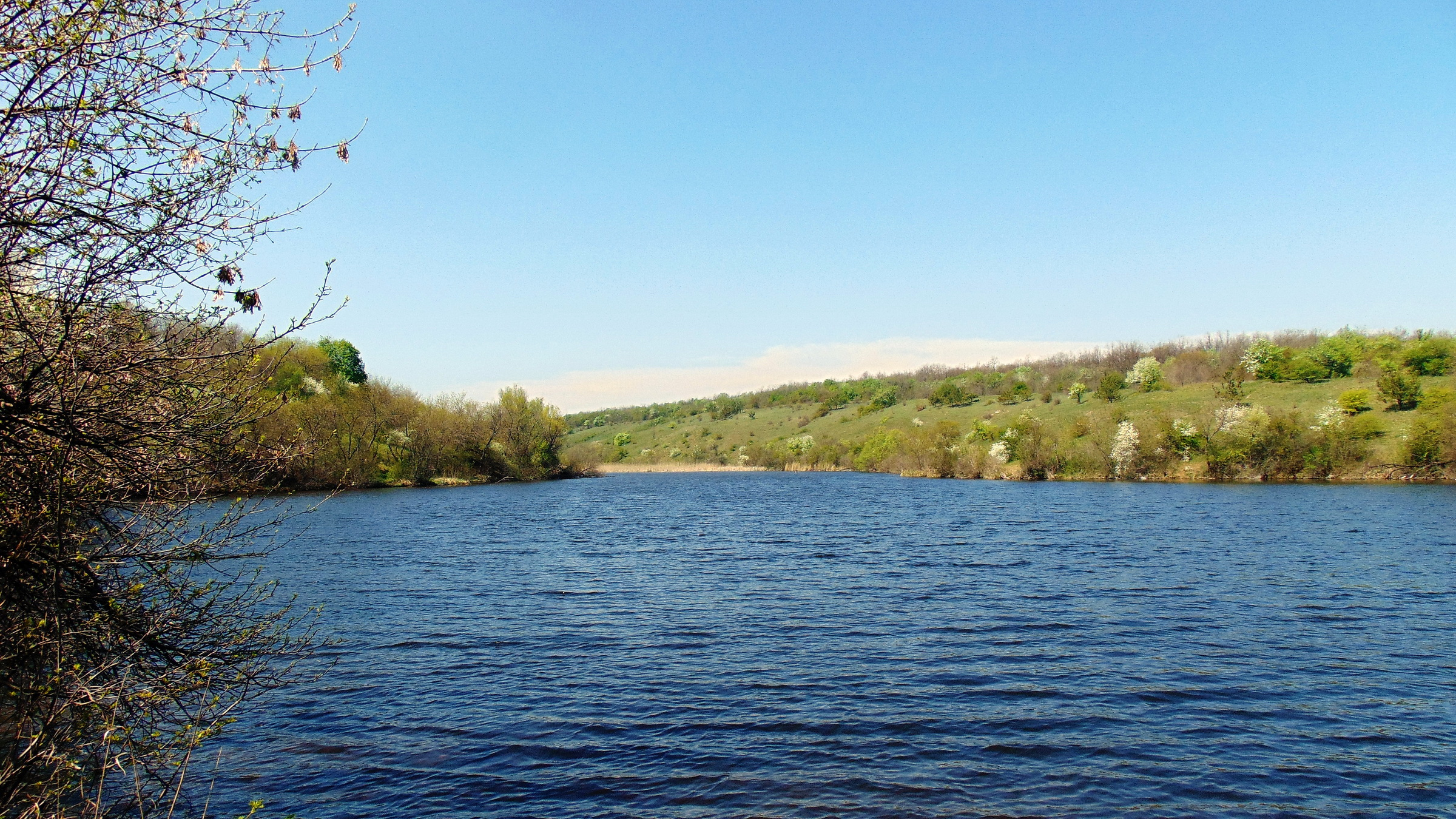
Затока Остапова (на межі Дніпропетровської і Запорізької областей)

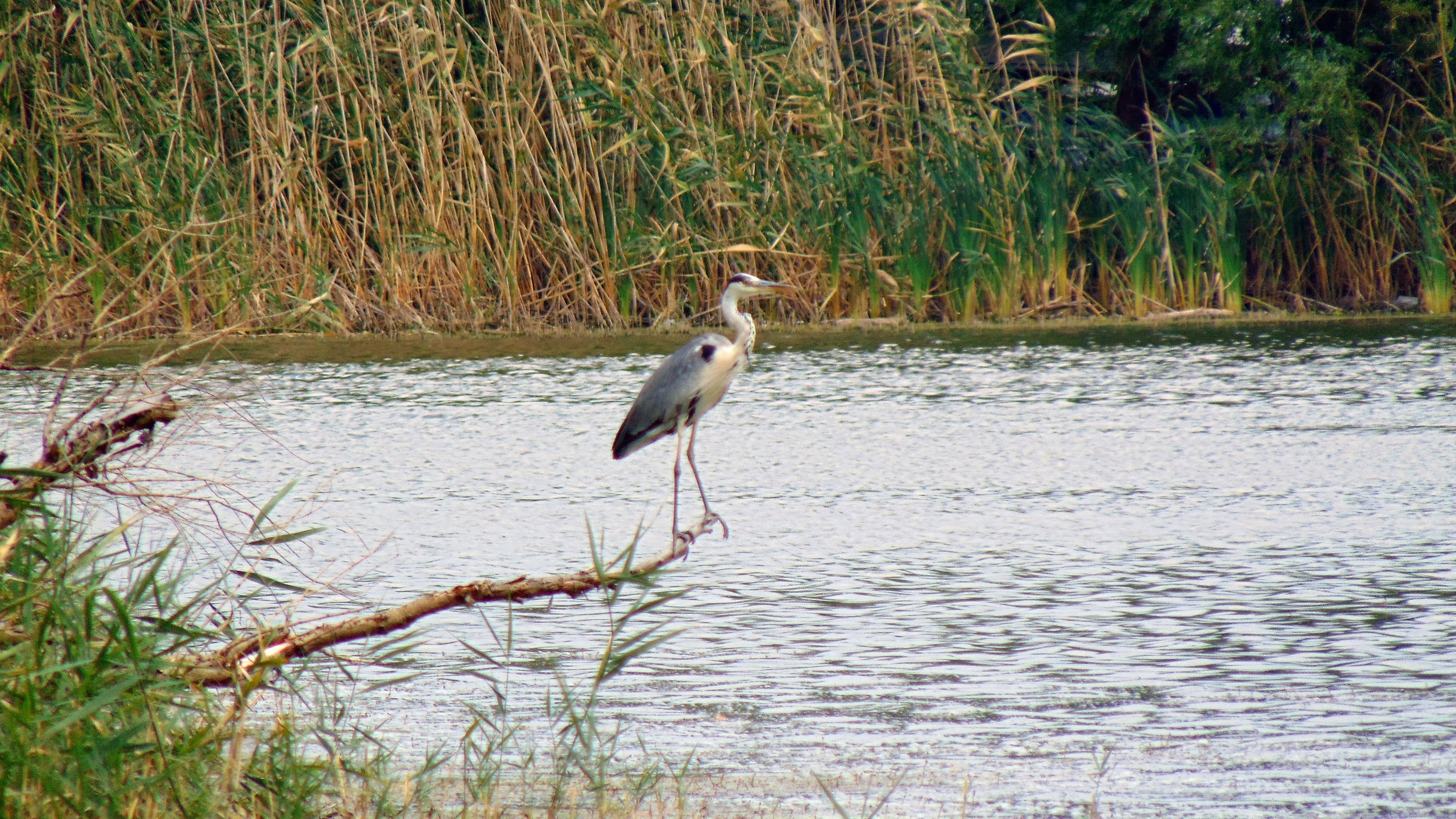
У затоці Вільна (Запорізька область)

Площа 410 км², об'єм 3,3 км³, довжина 129 км, ширина 3,2 км (максимальна — 7 км), середня глибина 8,2 м, найбільша — 62 м. Довжина берегової лінії 550 км. Береги складені з лесоподібних суглинків та пісків, є виходи гранітів. Висота берегів — до 10 м. Замерзає у листопаді-грудні, скресає в березні. Товщина криги становить пересічно 20—45 см. Максимальна температура води в липні — понад +25 °C. Водообмін у водосховищі відбувається 12—14 разів на рік. Абсолютний рівень води 51,4 м. Коливання рівня води до 2,9 м.
Дніпровське водосховище поділяється на дві частини: верхню «річну», між Кам'янським та Дніпром (80 км), і нижню — «озерну», між Дніпром і Дніпрогесом (90 км). Є острови, особливо багато в районі міста Дніпра.
Спорудження водосховища створило умови для скрізного судноплавства по Дніпру від гирла до Києва і вище. Водами водосховища затопили 10 порогів та 40 кам'янистих уступів.
Частину Дніпровського водосховища у пригирловій частині Самари називають Самарська Затока.

## Населені пункти
На берегах водосховища розташовані міста Запоріжжя, Дніпро, Кам'янське та чимало сіл і селищ.

## Заходи безпеки
Постійний контроль за станом безпеки греблі водосховища та гідроелектростанції здійснюють Міністерство енергетики та вугільної промисловості України, Державне агентство водних ресурсів України, Державна служба України з надзвичайних ситуацій, Український гідрометеорологічний центр.[джерело не вказане 3979 днів]